# Charles H. Garland
Charles Horace Garland junior (* 7. Januar 1899 in Water Valley, Mississippi; † 6. Dezember 1984 in Phoenix, Arizona) war ein US-amerikanischer Offizier, Geschäftsmann und Politiker (Republikanische Partei). Er war auch in der Radiobranche tätig.

## Werdegang
Charles Horace Garland junior wurde 1899 als Sohn von Charles Horace Garland (1863–1933) und seiner Ehefrau Nancy Elizabeth (1868–1921; Geburtsname je nach Quelle Bettis oder Bettes) im Yalobusha County geboren. Sein Vater war ein Storekeeper für die Illinois Central Railroad in Chicago (Illinois). Über seine Jugendjahre ist nichts bekannt. Während des Ersten Weltkrieges diente er in der 155. Infanterie. Im Laufe der Zeit stieg er von dem Dienstgrad eines Sergeant zum Second Lieutenant auf. Zuletzt war er 1918 in der Kompanie 23, Automatic Replacement Draft, in Camp Pike (Arkansas) stationiert.
Am 21. November 1918 heiratete er in McComb (Mississippi) seine Ehefrau Lela Wilma Mercier. Das Paar bekam zwei Söhne: Robert Courtney und Richard Henry.
Zwischen 1925 und 1944 war er für WBBM als Programmdirektor tätig und Verkaufsmanager für die CBS Station. In den frühen Tagen arbeitete er auch als Chief Announcer. Nach Auskunft seines Sohnes Robert war er in den 1920er-Jahren ein Ragtime-Jazzpianist, welcher mehr als 450 Notenrollen (player piano rolls) aufnahm.
Garland verfolgte auch eine politische Laufbahn. Er wurde 1937 Alderman von Des Plaines (Illinois) und 1941 Bürgermeister von Des Plaines. Seine Amtszeit als Bürgermeister war vom Zweiten Weltkrieg überschattet. 1944 entschied er sich im 7. Wahlbezirk von Illinois für das US-Repräsentantenhaus in Washington, D.C. zu kandidieren. Bei den republikanischen Vorwahlen besiegte er neun Herausforderer, verlor aber die Kongresswahlen des Jahres 1944 gegenüber den demokratischen Kandidaten William W. Link.
Nach seiner Niederlage bei den Kongresswahlen zog er 1944 nach Phoenix (Arizona), um dort mit dem Country-Sänger und Schauspieler Gene Autry die Radiostation KPHO zu übernehmen. In der Folgezeit übernahmen sie auch die Radiostation KOOL und bauten die Radiostation KOPO (heute KOLD). 1955 gründete Garland eine eigene Werbeagentur, welche seinen Namen trug. Das Unternehmen wurde später durch seinen Sohn Robert verkauft.
Garland setzte seine politischen Aktivitäten in Arizona fort. Er war mehrere Male Vorsitzender im Maricopa County Central Republican Committee. 1961 wurde er zum Executive Secretary in der Arizona State Fair Commission ernannt – ein Posten, welchen er bis zu seinem Rücktritt im Jahr 1966 bekleidete. Sein Rücktritt erfolgte, um für den Posten als State Treasurer von Arizona zu kandidieren. Bei den Wahlen im Jahr 1966 besiegte er den früheren State Treasurer von Arizona J. W. Kelly. Garland trat seine zweijährige Amtszeit 1967 an. Da die Staatsverfassung von Arizona keine zweite aufeinanderfolgende Amtszeit erlaubte, schied er 1969 aus dem Amt. In seinem ersten Amtsjahr konnte er 984.181 Dollar an Bankzinsen erwirtschaften und in seinem zweiten Amtsjahr mehr als 2,5 Millionen Dollar. Im Alter von 70 Jahren wurde er zum Arizona Corporation Commissioner gewählt. Er war der erste Republikaner, welcher diesen Posten bekleidete.
Am 6. Dezember 1984 verstarb er im Alter von 85 Jahren im St. Joseph's Hospital in Phoenix.
Er war ein Mitglied der Freimaurer, der Shriner, der Kiwanis und der Amerikanischen Legion.

## Trivia
Garland besuchte die Blackstone Law School. Über einen Abschluss liegt kein Nachweis vor.